# Astaena schereri
Astaena schereri är en skalbaggsart som beskrevs av Frey 1973. Astaena schereri ingår i släktet Astaena och familjen Melolonthidae. Inga underarter finns listade.